# Cativeiro (filme)
Cativeiro  (em inglês:  Captivity) é um filme russo-estadunidense de 2007, dos gêneros suspense e terror, dirigido por Roland Joffé e estrelado por Elisha Cuthbert. O filme centra-se em duas pessoas que foram raptadas e ficam presas em um porão de concreto.

## Sinopse
Ficar presa em uma cela sem saber onde está nem porque foi presa. É assim que acorda Jennifer, a bela e conhecida top model. Assustada com a situação, ela tenta descobrir o que está acontecendo. O clima é apavorante. Aos poucos se revela que Jennifer não está sozinha. Na sala ao lado um rapaz também luta desesperado para ver a luz do sol. Os dois somam forças, mas em vão. O local é um bunker de concreto repleto de armadilhas mortais e cada erro pode custar uma vida.

## Elenco
| Ator / Atriz        | Papel         |
| ------------------- | ------------- |
| Elisha Cuthbert     | Jennifer Tree |
| Daniel Gillies      | Gary Dexter   |
| Pruitt Taylor Vince | Ben Dexter    |
| Michael Harney      | Det. Bettigey |

## Recepção
Cativeiro foi lançado na sexta-feira do dia 13 julho de 2007, recebendo comentários mistos e negativos. Houve criticos que afirmou "não há nada resgatáveis aqui. Não é tensa ou assustador. É apenas demente". Além disso, muitos usuários disseram ter semelhanças com filmes como Jogos Mortais e Albergue. O filme tem actualmente uma classificação de 9% no Rotten Tomatoes baseado em 77 avaliações.
O Crítico do Village Voice, Luke Y. Thompson deu ao filme 70% de aprovação dizendo: " Roland Joffé cria uma vibração interessante visualmente e auditivamente inquietante.
O desempenho de Elisha Cuthbert recebeu críticas mistas, resultou em suas nomeações  tanto para um Teen Choice Award de Melhor Atriz[carece de fontes?] quanto para Framboesa de Ouro de Pior Atriz.[carece de fontes?] Ele também recebeu indicações para o Framboesa de Ouro de Pior Diretor e Pior Desculpa para um filme de terror, mas perdeu os dois para Eu sei quem me matou[carece de fontes?].

### Bilheteria
O filme arrecadou 1.429.100 de dólares em sua semana de estreia, colocando-o na 12ª posição na bilheteria dos EUA. Até o fim de seu lançamento, o filme tinha arrecadado 10.921.200 de dólares.

## Prêmios e indicações
| Prêmio                           | Categoria | Assunto         | Resulto  | Obs |
| -------------------------------- | --- | --------------- | -------- | --- |
| Framboesa de Ouro                | Pior atriz                                                                                                   | Elisha Cuthbert | Indicado | |
| Framboesa de Ouro                | Pior diretor                                                                                                 | Roland Joffé    | Indicado | |
| Framboesa de Ouro                | Pior Desculpa para um filme de terror                                                                        | Captivity       | Indicado | |
| Teen Choice Awards               | Melhor Atriz de terror / Suspense                                                                            | Elisha Cuthbert | Indicado | |
| Women Film Critics Circle Awards | Hall of Shame                                                                                                | Captivity       | Venceu   | \| “ \| A tortura pornô, e tortura induzindo excitação sexual para algum indivíduo nas imediações câmara de tortura. \| ” \| |
| “                                | A tortura pornô, e tortura induzindo excitação sexual para algum indivíduo nas imediações câmara de tortura. | ”               |          | |